# 중추절

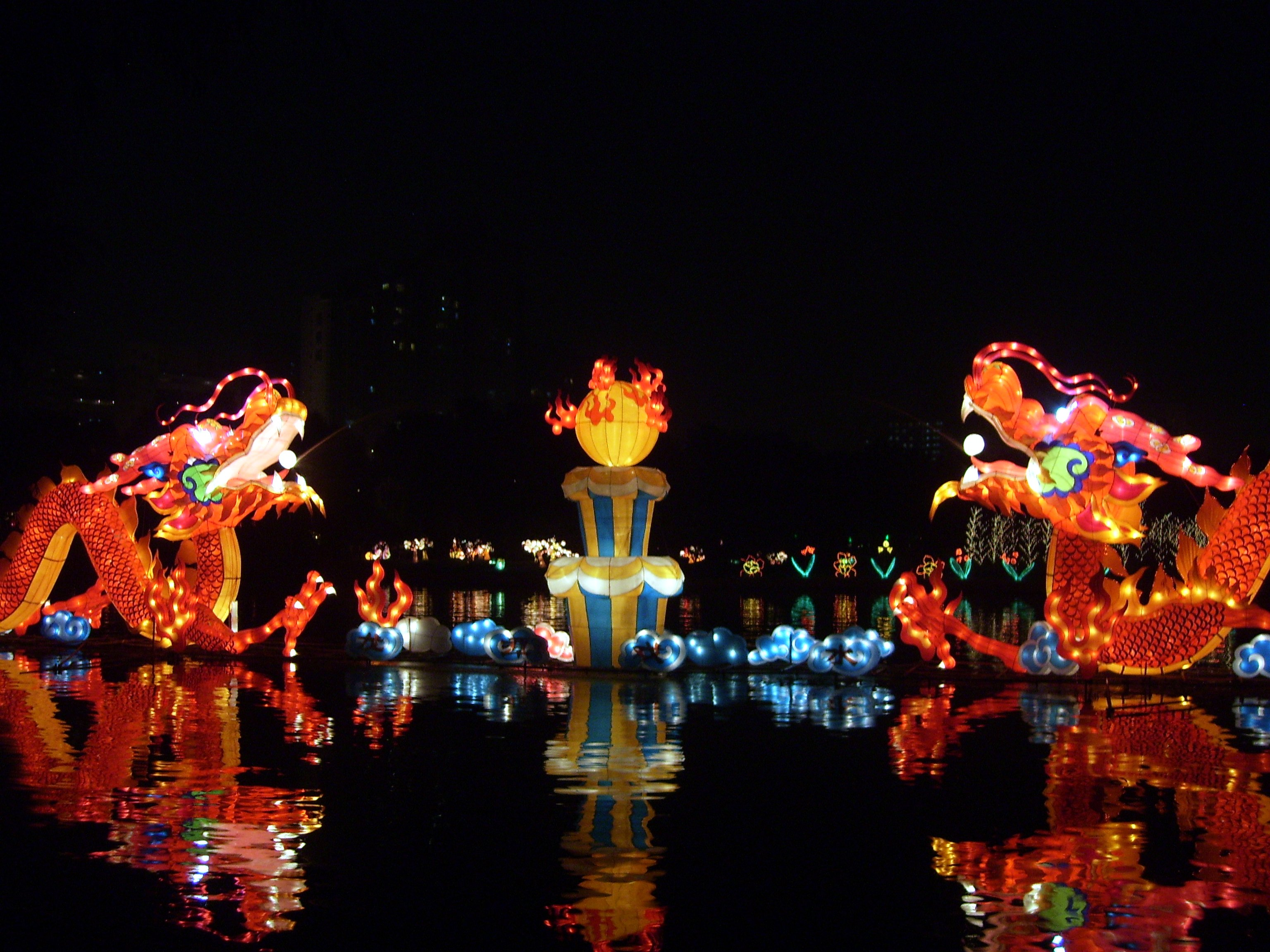

중추절(仲秋節), 추석(秋夕), 중추(仲秋), 십오야(十五夜) 등으로 불리는 중화 문화권의 명절이다. 보름달이 뜨는 음력 8월 15일에 치르며, 양력으로는 추분을 전후한 9월 말에서 10월 초에 닿는다.

## 같이 보기
- 중화인민공화국의 농업
- 베트남의 농업
- 단오